# NGC 7252
NGC 7252 is een lensvormig sterrenstelsel in het sterrenbeeld Waterman. Het ligt 300 miljoen lichtjaar van de Aarde verwijderd en werd op 26 oktober 1785 ontdekt door de Duits-Britse astronoom William Herschel.

## Synoniemen
- ESO 533-15
- IRAS 22179-2455
- MCG -4-52-36
- PRC D-35
- Arp 226
- AM 2217-245
- PGC 68612